# 過海隧道巴士692線

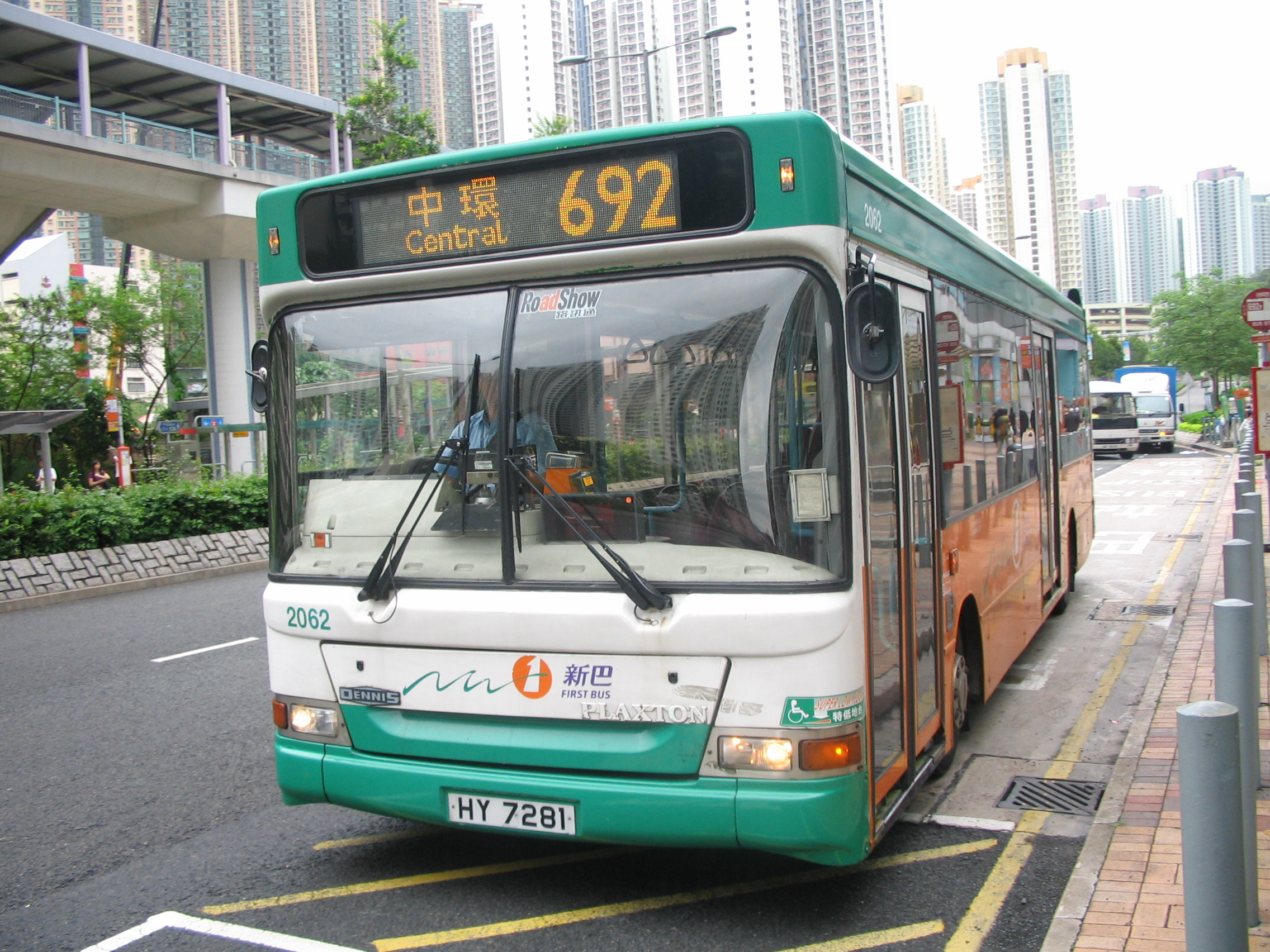
平日非繁忙時間新巴派單層巴士行走692。

過海隧道巴士692線是香港已停辦的一條東區海底隧道巴士路線，已於2013年11月30日起取消，取消前來往坑口（北）及中環（交易廣場）。
過海隧道巴士692P線則為過海隧道巴士692線的輔助路線，是香港已停辦的一條東區海底隧道巴士路線，由坑口（北）單向往中環（交易廣場），祇在早上繁忙時間提供服務，已於2018年9月24日（中秋節）起永久取消，最後服務日期為2018年9月21日。

## 歷史
- 2002年8月28日：為配合地鐵將軍澳綫通車，692線及輔助路線692P線（當時為尚德 → 中環（交易廣場））投入服務，並取代以下過海路線：
  - 691：坑口（北）↔中環（港澳碼頭）
  - 691P：坑口（北）→中環（港澳碼頭）
  - 691S：坑口（北）→金鐘（海富中心）
  - 693：尚德↔中環（交易廣場）
  - 693P：尚德→中環（交易廣場）
- 2006年10月3日：692P線將軍澳區總站延長至調景嶺，並改行東區走廊而不入英皇道。
- 2008年6月8日：692線及692P線全程收費提升至 $13.4；同時，分段收費亦調整票價。
- 2011年6月20日：692P線總站由調景嶺遷往彩明公共運輸交匯處[1][2]。
- 2011年9月19日：692線縮減服務時間及調整班次；692P線調整頭班車開出時間至07:35。
- 2013年11月30日：692線停止服務，692P一度繼續營運[3]。
- 2016年12月24日：692P線縮減服務時間，逢星期六不設服務。
- 2017年8月7日：起點站由彩明遷往坑口（北），加停坑口（北）巴士總站及培成路兩站，並調整班次，試辦為期六個月。
- 2018年9月24日：692P線取消服務，最後服務日期為9月21日[4][5]。

## 服務時間及班次
692
| 坑口（北）開     | 坑口（北）開 | 坑口（北）開 | 中環（交易廣場）開 | 中環（交易廣場）開 | 中環（交易廣場）開 |
| 日期             | 服務時間     | 班次（分鐘） | 日期               | 服務時間           | 班次（分鐘）       |
| ---------------- | ------------ | ------------ | ------------------ | ------------------ | ------------------ |
| 星期一至五       | 06:00-06:50  | 20           | 每天               | 10:00-00:00        | 20                 |
| 星期一至五       | 06:50-07:25  | 11/12        |                    |                    |                    |
| 星期一至五       | 07:42        |              |                    |                    |                    |
| 星期一至五       | 07:55-08:52  | 14/15        |                    |                    |                    |
| 星期一至五       | 08:52-10:00  | 17           |                    |                    |                    |
| 星期一至五       | 10:00-22:00  | 20           |                    |                    |                    |
| 星期六           | 06:00-06:50  | 25           |                    |                    |                    |
| 星期六           | 06:50-07:42  | 17/18        |                    |                    |                    |
| 星期六           | 07:42-08:52  | 13-15        |                    |                    |                    |
| 星期六           | 08:52-10:00  | 17           |                    |                    |                    |
| 星期六           | 10:00-22:00  | 20           |                    |                    |                    |
| 星期日及公眾假期 | 06:00-10:00  | 30           |                    |                    |                    |
| 星期日及公眾假期 | 10:00-22:00  | 20           |                    |                    |                    |

692P
坑口（北）開：
- 星期一至五：07:25、07:37、07:45、07:55
- 星期六，日及公眾假期不設服務
- 有紅字班次為九巴派車，其餘班次為新巴派車。

## 收費
全程：$13.4
- 東區海底隧道收費廣場往中環（交易廣場）：$9.8
- 港運城（692）／分域街（692P）往中環（交易廣場）：$5.7
- 東區海底隧道收費廣場往坑口（北）：$5.7（只適用於692線）

## 使用車輛
取消前的692P四班車中，首兩班是新巴，後兩班是九巴。本線並沒有掛牌用車。新巴由694線抽車行走，主要派出 亞歷山大丹尼士Enviro 500 MMC12米與11米（55/56/57xx，40xx）或亞歷山大丹尼士Enviro 400（38xx）行走本線。而九巴方面，用車分別由296A線及98A線抽調，車型不固定，多為已裝設SCR的富豪超級奧林比安12米、亞歷山大丹尼士Enviro500、富豪B9TL或亞歷山大丹尼士Enviro 500 MMC。
而取消前的692，九巴派車2輛富豪超級奧林比安12米空調巴士及2輛亞歷山大丹尼士Enviro 40010.5米空調巴士，全數由九龍灣車廠（K）的將軍澳分廠派出 ；新巴派出富豪超級奧林比安12米（50XX/51XX)及丹尼士三叉戟三型12米(10XX/11XX/12XX/30XX）行走，也間中派出亞歷山大丹尼士Enviro 500（40XX、55XX）和富豪奧林比安（VA）行走，星期一至五日間非繁忙會調派丹尼士飛鏢SLF（20XX）單層巴士或丹尼士三叉戟三型10.3米（33XX）來行走以節省資源，共派車4輛。

## 行車路線
692
坑口（北）開經：寶寧路、迴旋處、寶寧路、迴旋處、常寧路、重華路、培成路、常寧路、迴旋處、寶寧路、迴旋處、寶順路、迴旋處、唐明街、寶康路、靈康路、寶順路、將軍澳隧道公路、將軍澳隧道、將軍澳道、鯉魚門道、迴旋處、鯉魚門道、東區海底隧道、東區走廊、民康街、英皇道、清風街天橋、維園道、內告士打道、告士打道、夏慤道、紅棉路、調頭路、紅棉路、琳寶徑、遮打道、昃臣道、干諾道中、民耀街及港景街。
中環（交易廣場）開經：干諾道中、紅棉路、金鐘道、軒尼詩道、怡和街、高士威道、英皇道、民康街、東區走廊、東區海底隧道、迴旋處、鯉魚門道、將軍澳道、將軍澳隧道、將軍澳隧道公路、寶順路、迴旋處、唐明街、寶康路、靈康路、寶順路、迴旋處、寶寧路、迴旋處、常寧路、重華路、培成路、常寧路、迴旋處及寶寧路。
692P
經：寶寧路、昭信路、銀澳路、培成路、常寧路、寶寧路、寶順路、景嶺路、彩明街、彩明公共運輸交匯處、彩明街、景嶺路、迴旋處、唐明街、寶康路、靈康路、寶順路、迴旋處、將軍澳隧道公路、將軍澳隧道、將軍澳道、鯉魚門道、東區海底隧道、東區走廊、維園道、告士打道、夏慤道、紅棉路、琳寶徑、遮打道、昃臣道、干諾道中、民耀街及港景街。
692
| 坑口（北）（將軍澳醫院）開 | 坑口（北）（將軍澳醫院）開 | 坑口（北）（將軍澳醫院）開 | 中環（交易廣場）開 | 中環（交易廣場）開   | 中環（交易廣場）開 |
| 序號                       | 車站名稱                   | 位置                       | 序號               | 車站名稱             | 位置               |
| -------------------------- | -------------------------- | -------------------------- | ------------------ | -------------------- | ------------------ |
| 1                          | 坑口（北）（將軍澳醫院）   | 坑口（北）公共運輸交匯處   | 1                  | 中環（交易廣場）     | 交易廣場巴士總站   |
| 2*                         | 厚德商場                   | 重華路                     | 2                  | 大會堂               | 干諾道中           |
| 3                          | 南豐廣場                   | 培成路                     | 3                  | 金鐘站               | 金鐘道             |
| 4*                         | 厚德邨                     | 寶寧路                     | 4                  | 盧押道               | 軒尼詩道           |
| 5*                         | 頌明苑                     | 寶順路                     | 5                  | 菲林明道             | 軒尼詩道           |
| #                          | 彩明苑                     | 彩明公共運輸交匯處         | 6                  | 史釗域道             | 軒尼詩道           |
| 6                          | 尚德廣場                   | 唐明街                     | 7                  | 杜老誌道             | 軒尼詩道           |
| #                          | 健明邨                     | 景嶺路                     | 8                  | 灣仔消防局           | 軒尼詩道           |
| 7                          | 廣明苑                     | 寶康路                     | 9                  | 百德新街             | 怡和街             |
| 8                          | 靈實醫院                   | 靈康路                     | 10                 | 維多利亞公園         | 高士威道           |
| 9                          | 東區海底隧道收費廣場       | 東區海底隧道               | 11                 | 銀幕街               | 英皇道             |
| 10*                        | 港運城                     | 英皇道                     | 12                 | 七海商業中心         | 英皇道             |
| 11*                        | 美麗閣                     | 英皇道                     | 13                 | 電廠街               | 英皇道             |
| 12*                        | 炮台山站                   | 英皇道                     | 14                 | 新光戲院             | 英皇道             |
| 13*                        | 清風街天橋                 | 英皇道                     | 15                 | 港運城               | 英皇道             |
| 14*                        | 景隆街                     | 告士打道                   | 16                 | 東區海底隧道收費廣場 | 東區海底隧道       |
| 15*                        | 馬師道                     | 內告士打道                 | 17                 | 藍田站               | 鯉魚門道           |
| 16*                        | 史釗域道                   | 內告士打道                 | 18                 | 觀塘警署             | 將軍澳道           |
| 17*                        | 柯布連道                   | 內告士打道                 | 19                 | 唐明苑               | 唐明街             |
| 18                         | 分域街                     | 內告士打道                 | 20                 | 尚德廣場             | 唐明街             |
| 19                         | 海富中心                   | 夏慤道                     | 21                 | 廣明苑               | 寶康路             |
| 20                         | 皇后像廣場                 | 干諾道中                   | 22                 | 靈實醫院             | 靈康路             |
| 21                         | 中環（交易廣場）           | 交易廣場巴士總站           | 23                 | 將軍澳游泳池         | 寶順路             |
|                            |                            |                            | 24                 | 厚德邨               | 寶寧路             |
| 25                         | 厚德商場                   | 重華路                     |                    |                      |                    |
| 26                         | 南豐廣場                   | 培成路                     |                    |                      |                    |
| 27                         | 坑口（北）（將軍澳醫院）   | 坑口（北）公共運輸交匯處   |                    |                      |                    |

692P線不停有 * 號之車站，並加停有 # 號之車站。

## 使用狀況
692線服務尚德邨、坑口來往港島北的乘客。而692P線則可為調景嶺居民提供除港鐵外另一個過海的途徑。
然而，692線前身，即691線及693線，受到港鐵將軍澳綫嚴重打擊，692線亦不例外，雖然開辦時票價已調低至$12.8，但乘搭港鐵將軍澳綫前往港島線沿線，車費僅介乎$7.9至$11.8不等，加上班次和車程都不及港鐵，港鐵過海的客量已壓倒本線，只能吸納距離港鐵站較遠（例如尚德邨、廣明苑、富寧花園及富康花園）的乘客，或者不趕時間、想有座位而不想轉車的乘客。然而尚德邨步行往將軍澳站，經雨廊往PopCorn只需約5分鐘，加上尚德廣場設有$2.0的港鐵特惠站，直接搶走此路線的主要客源。因此在2010年-2011年度的路線發展計劃中，建議692線改平日繁忙時間服務，但最後因區議會反對，只縮減非繁忙時間的班次，新巴更把大部份班次改派單層空調巴士行走。
事實上，九巴曾多次以此路線作為例子，向傳媒闡述巴士路線重組的重要性，呼籲區議會支持重組方案，又屢次將此路線標籤為「不必要」和「過時」，又以「迫在眉睫」和「迫切」等字眼來形容停辦此路線的重要性，並將加價原因歸咎於長期不能取消包括此路線在內之一眾虧損路線。
運輸署及巴士公司進一步在2012年度巴士路線發展計劃中指出，本線及690的最低載客率皆為2%，故建議將690及692系路線一併永久停駛，但受到區議會反對而擱置；《2013-14年度西貢區巴士路線發展計劃》中亦再度提出取消692系路線，以騰出資源開辦全新來往調景嶺站至荃灣（如心廣場）的新線，建議最終於2013年3月21日的西貢區議會交通及運輸委員會會議上得到通過。雖然如此，部分將軍澳居民及西貢區議員（以將軍澳市中心為主）反對取消692系路線，認為萬一港鐵發生故障，會影響居民來往港島區及將軍澳區，有區議員更批評署方及巴士公司以將軍澳至荃灣巴士線利誘他們同意取消692系路線，是騎劫議會及居民的意見，認為應該優化692系路線，並非取消。有西貢區議員在2013年5月23日西貢區議會交通及運輸委員會中動議要求保留692線及本線，動議獲編排到旗下的巴士路線工作小組委員會審理。最終運輸署於2013年7月11日維持原有取消692線及本線的決定，以騰出資源開辦將軍澳至荃灣巴士線，同時增加過海隧巴690及新巴798線的八達通轉乘優惠替代。最終，九巴及新巴均於11月18日，在網站發表新聞稿，指出於11月30日起，此線永久停駛。
692P線雖然由調景嶺開出，但在調景嶺站乘搭港鐵，大約10分鐘即可到達鰂魚涌，692P線望塵莫及，而且早上東區走廊往往有交通擠塞，「特快」名存實亡。由於早上乘客多是上班一族，乘搭港鐵的時間預算較佳，故692P線在調景嶺區不太受歡迎，主要客源已經流失，單靠靈實的乘客乘坐更是雪上加霜。
在2013年度巴士路線發展計劃中的資料顯示，692P線的客量平均載客率為29%；而在2015年3月，692P每班車最高載客率依次為：37%（07:35）、27%（07:47）、23%（07:55）及16%（08:05）。
在2016年度巴士路線發展計劃中的資料顯示，692P線的客量在星期一至五載客率為32%（20-34%），於星期六更只有不足兩成，載客率嚴重偏低。而在3月一個區議會會議中，運輸署進一步透露此線在平日的4個班次中，客量最高的班次是47人，載客率約為34%，其餘班次的客量僅為32、29及28人次。因此，使用兩班車營運已足夠，故期望調撥2架車至其他服務。署方亦在星期六進行調查，在4個班次中，客量最高的班次不足20人，故建議取消星期六的服務。方案於2016年12月24日實施，但在星期一至五仍維持開出四班車。
在2017年度巴士路線發展計劃中的資料顯示，692P線的客量最繁忙一小時內的載客率為26%，由於服務範圍與港鐵重疊，令載客率嚴重偏低，最少一班只有少於二十位乘客，造成巴士資源浪費。因此，運輸署建議把此路線試驗延伸至坑口（北），三個月後如客量仍偏低則會取消。運輸署於2017年6月遞交區議會的修訂方案中，試驗期改為六個月，並加經「新寶城」及「培成路」兩站。最終計劃定於8月7日實施，但中途只加停「培成路」一站，並將開車時間提前十分鐘開出。
然而相關改動仍無濟於事，在2018年1月，692P四班車之中只有由新巴負責，於07:25開出之班次載客率達35%，其餘班次均不足30%。運輸署便與巴士公司研究取消該路線，並將有關車輛資源投放至區內其他需求更殷切的巴士服務，692P線最終於同年9月24日被取消，最後服務日期為9月21日。

## 軼事
當成千上萬居民設法「逃離」將軍澳時，將軍澳站職員向乘客發放印有錯誤資料的「乘車應變錦囊」小冊子，仍載有此路線資料。乘客齊轟資料欠準，有人更氣急敗壞地遷怒接報前來維持秩序的警員。
事後有西貢區區議員提議復辦此路線，以輔助港鐵。最終在相隔接近八年後，隨著將軍澳隧道巴士轉乘站於2021年5月1日全面啟用，過海隧巴690及690P線於同日起，與全數停靠該轉車站的日間九巴路線及新巴將軍澳九龍專線來回方向增設八達通轉乘優惠，以方便包括此路線原有服務之坑口及尚德在內的將軍澳居民，乘搭巴士往返中西區至北角一段，而無需付上額外車資。

## 意外事件
2002年11月27日：九巴692線丹尼士三叉戟12米（車隊編號ATR6，車牌號碼：HV6943）巴士，在東區海底隧道鰂魚涌出口發生火警，無乘客傷亡，巴士因燒毀嚴重而報廢。
2009年11月9日：當日00:20，九巴692線丹尼士巨龍9.9米（車隊編號ADS174，車牌號碼HB691）巴士，在將軍澳發生車禍，此為九巴692線之尾二車，在唐明苑對開的迴旋處向右翻側，巴士上層壓入路邊花槽，兩名乘客死亡，34名乘客受傷。

## 資料來源
- 書名：二十世紀巴士路線發展史－－渡海、離島及機場篇，ISBN 9789628414680，容偉釗編著，BSI出版，78頁

1. ↑  新巴692P號線巴士總站遷移至彩明公共交通交匯處 （页面存档备份，存于），2011年6月17日，城巴／新巴
2. ↑  . www.kmb.hk.   [2011-06-18]. （原始内容存档于2022-02-06）.
3. ↑  拉鋸十年 692號巴士月底告終 （页面存档备份，存于） 《東方日報》 2013年11月9日
4. ↑  新世界第一巴士服務有限公司，〈新巴798號線服務提升 692P號線服務終止〉［新聞稿］，2018年9月13日。
5. ↑  九龍巴士（一九三三）有限公司，〈692P 路線取消 （页面存档备份，存于）〉［乘客通告］，2018年9月。
6. ↑  將軍澳地鐵平過巴士 收費3.8至11.8元 兩巴擬減價搶客 （页面存档备份，存于），太陽報，2002年7月5日
7. ↑  有關2010-11 年度專營巴士路線發展計劃諮詢區議會的結果 （页面存档备份，存于），立法會交通事務委員會及環境事務委員會，2010年5月28日
8. ↑  〈鐵路搶客　空巴士削線難登天　區會阻力大　九巴多次申重組遭拒〉，《明報》，2011年5月9日。
9. ↑  九巴盈警求公帑補貼 （页面存档备份，存于），《東方日報》，2011年7月20日
10. ↑  〈九巴重組路線困難重重〉，《大公報》，2012年10月19日
11. ↑  〈九巴區會互轟路綫重組無期　員工求「慳車慳人」　區議員反對刪減〉，《星島日報》，2012年11月29日。
12. ↑  網絡失效嚴重　70%巴士線「蝕做」 （页面存档备份，存于），《東方日報》，2012年10月13日。
13. ↑  重組路線目標不加減巴士 （页面存档备份，存于），《東方日報》，2012年11月30日。
14. 1 2  〈九巴申加價8.5%　稱上半年虧損1520萬　七成路綫蝕本〉，《晴報》，2012年11月30日。
15. ↑  撤兩巴士線 將軍澳居民焗搭港鐵 （页面存档备份，存于），《東方日報》，2012年3月15日
16. ↑  新民主同盟西貢區議員鍾錦麟Facebook[永久]
17. ↑  西貢RDP最新進展 (692確定取消、將荃線開辦) （页面存档备份，存于），HKITALK.NET
18. ↑  九龍巴士（一九三三）有限公司、城巴有限公司、新世界第一巴士服務有限公司，〈東區隧道聯營過海692號線取消〉聯合新聞稿］，2013年11月18日。寄存於新巴網頁版本（附乘客通告） （页面存档备份，存于）或九巴網頁文字版本 （页面存档备份，存于）（存檔 （页面存档备份，存于），附宣傳單張 （页面存档备份，存于））
19. ↑  西貢區議會交通及運輸委員會 SKDC(TT)文件第122/13號 （页面存档备份，存于），2013年8月12日
20. ↑  香港特別行政區政府運輸署，〈西貢區巴士路線工作小組 西貢區巴士路線工作小組 二零一五年度第二次會議[永久]〉，2015年4月。
21. ↑  運輸署回應交通及運輸委員會二○一六年第二次會議與巴士相關的議題的跟進情況 （页面存档备份，存于），西貢區議會交通及運輸委員會文件第83/16號
22. ↑  西貢區議會交通及運輸委員會 二○一六年第二次會議記錄[永久]，西貢區議會交通及運輸委員會，2016年4月。
23. ↑  〈2017-2018年度西貢區巴士路線計劃 （页面存档备份，存于）〉，2017年3月23日。
24. ↑  李穎霖. . 香港01. 2018-08-06  [2022-07-25]. （原始内容存档于2019-09-15）.
25. ↑  長青網：港鐵應變亂 教搭已殺巴士線，2013年12月17日。
26. ↑  MSN 新聞[]，2013年12月17日。
27. ↑  〈港鐵乘車應變錦囊資料過時教錯人 （页面存档备份，存于）〉，《明報》，2013年12月16日。
28. ↑  香港特別行政區政府運輸署，〈將軍澳隧道巴士轉乘站（往九龍方向）五月一日啓用（附圖） （页面存档备份，存于）〉［新聞公報］，2021年4月21日。
29. ↑  城巴有限公司、新世界第一巴士有限公司，〈配合將隧轉乘站5月1日全面啟用 新巴城巴新增多項轉乘優惠最高達 24 元 轉乘七條新巴行經觀塘繞道路線 毋須經觀塘道轉乘 特快前往各區 （页面存档备份，存于）〉［新聞稿］，2021年4月21日。
30. ↑  九龍巴士（一九三三）有限公司，〈將軍澳隧道轉車站（往九龍方向）啟用 九巴14條路線設站及新增轉乘優惠 （页面存档备份，存于）〉［新聞稿］，2021年4月21日。
31. ↑  迴旋處超速炒車害2命 九巴車長危駕罪成 （页面存档备份，存于），文匯報，2011年1月22日

## 外部連結
九巴
- 過海隧道巴士692P線 （页面存档备份，存于）

新巴
- 過海隧道巴士692P線 （页面存档备份，存于）
- 過海隧道巴士692P線路線圖 （页面存档备份，存于）

其他
- 681巴士總站 （页面存档备份，存于）